# Mazongshan, Gansu
Mazongshan (kinesiska: 马鬃山) är en köping i nordvästra Kina. Den ligger i Subei autonoma härad för mongoler i staden Jiuquan i provinsen Gansu,  omkring 870 kilometer nordväst om provinshuvudstaden Lanzhou. Antalet invånare är 3 610. Befolkningen består av 513 kvinnor och 3 097 män. Barn under 15 år utgör 1,0 %, vuxna 15-64 år 97 %, och äldre över 65 år 0,00 %.
Mazongshan ligger i den norra delen av Subei som är geografiskt åtskild från den södra delen. 